# SB2U Vindicator
Az SB2U Vindicator amerikai repülőgép-hordozón üzemeltethető zuhanóbombázó volt az 1930-as években, melyet a Vought fejlesztett ki és gyártott. A repülőgép a U.S. Navy számára kifejlesztett első egyfedelű zuhanóbombázó volt, a második világháború kitörésekor már elavult, a midwayi csatában megfelelő számú korszerű gép hiányában még szolgálatban volt, de 1943 folyamán az összes megmaradt gépet a pilótaképzésre irányították át, helyüket az SBD Dauntless-ek vették át egy időre. A Brit Királyi Haditengerészetnél neve Chesapeake volt.

## Tervezés és fejlesztés
1943-ban a haditengerészet követelményjegyzéket adott ki repülőgép-hordozóra telepítendő vadászbombázókra, a versenytárgyalásra hat gyártótól érkezett pályázat. A kiírásnak két része volt, az egyik monoplánra, a másik kétfedelű gépre vonatkozott. A Vought mindkét kategóriára beadott tervet, XSB2U-1 illetve XSB3U-1 típusjellel. A kétfedelű gép tervét csak tartaléknak szánták arra az esetre, ha a haditengerészet nem a korszerűbb változat mellett dönt.
Az XSB2U-1 hagyományos alsó-szárnyas egyfedelű volt, behúzható főfutókkal és farokkerékkel, a hosszú, végig ablakos fülkében a pilóta mögött ült a lövész. A törzs fémszerkezetű volt alumíniumlemez borítással, elölről a hátsó ülésig, a hátsó része vászonborítással készült. Az összehajtható szárny teljesen fémszerkezetű volt. Egy Pratt & Whitney R-1535 Twin-Wasp Junior csillagmotor hajtotta a kétágú légcsavart, melyet egyúttal zuhanóféknek is szántak bombatámadáskor. Egyetlen 450 kg bombát lehetett a lengő trapéz függesztésre erősíteni, melynek célja az volt, hogy a zuhanás közben kioldott bomba ne ütközzék a légcsavarral. További bombákat lehetett erősíteni a szárny alatti függesztékekre legfeljebb 680 kg össztömegben.
A pályázaton a Brewster XSBA-1, a Curtiss XSBC-3, a Great Lakes XB2G-1, a Grumman XSBF-1 és a Northrop XBT-1 volt a gép versenytársa. Mindegyik ajánlatra adtak megrendelést, a Great Lakes és a Grumman kivételével. 1934. október 15 megrendelték és 1936. április 15-én leszállították az XSB2U-1 jelű prototípust. A gép, melyet 1936. július másodikán fogadtak el szolgálati próbákra, 1936. augusztus 20-án összetört. A hibák kijavítása után a próbákat sikeresen befejezték és további rendeléseket adtak fel rá.
Összesen 260 Vindicatort gyártottak le, ezekből egy maradt fenn a Haditengerészeti légimúzeum gyűjteményében.

## Szolgálatban

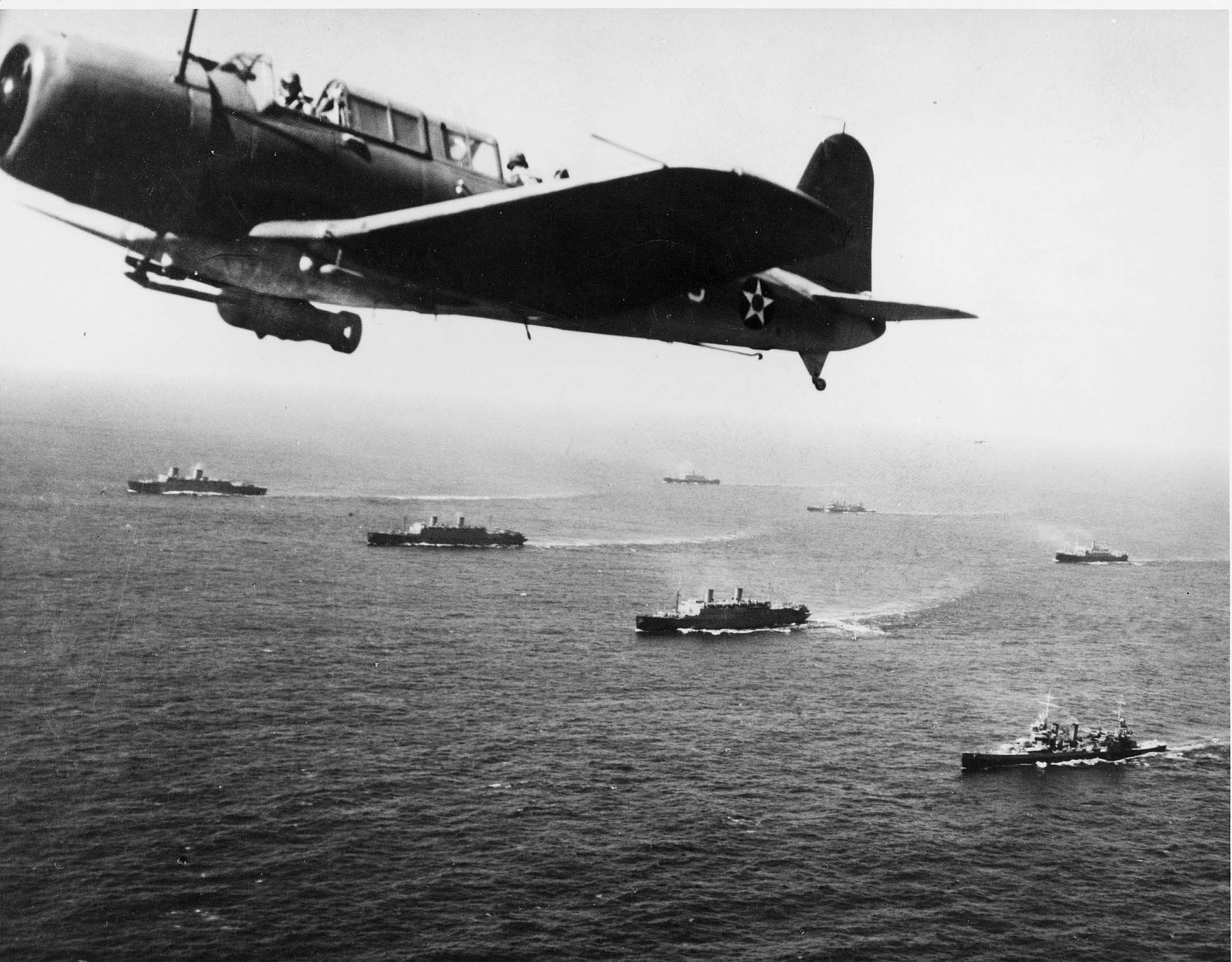
Az USS Ranger egy SB2U gépe 1941 novemberében

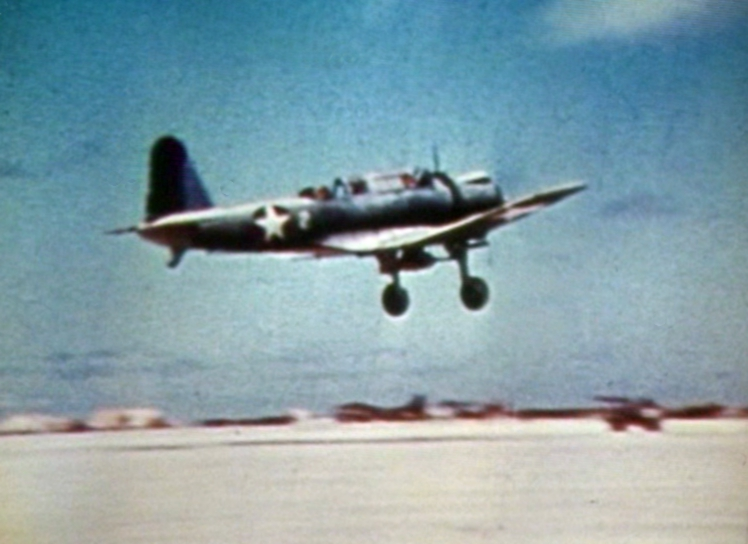
A tengerészgyalogság egy SB2U-3 repülőgépe az Eastern Islandról száll fel röviddel a midwayi csata előtt

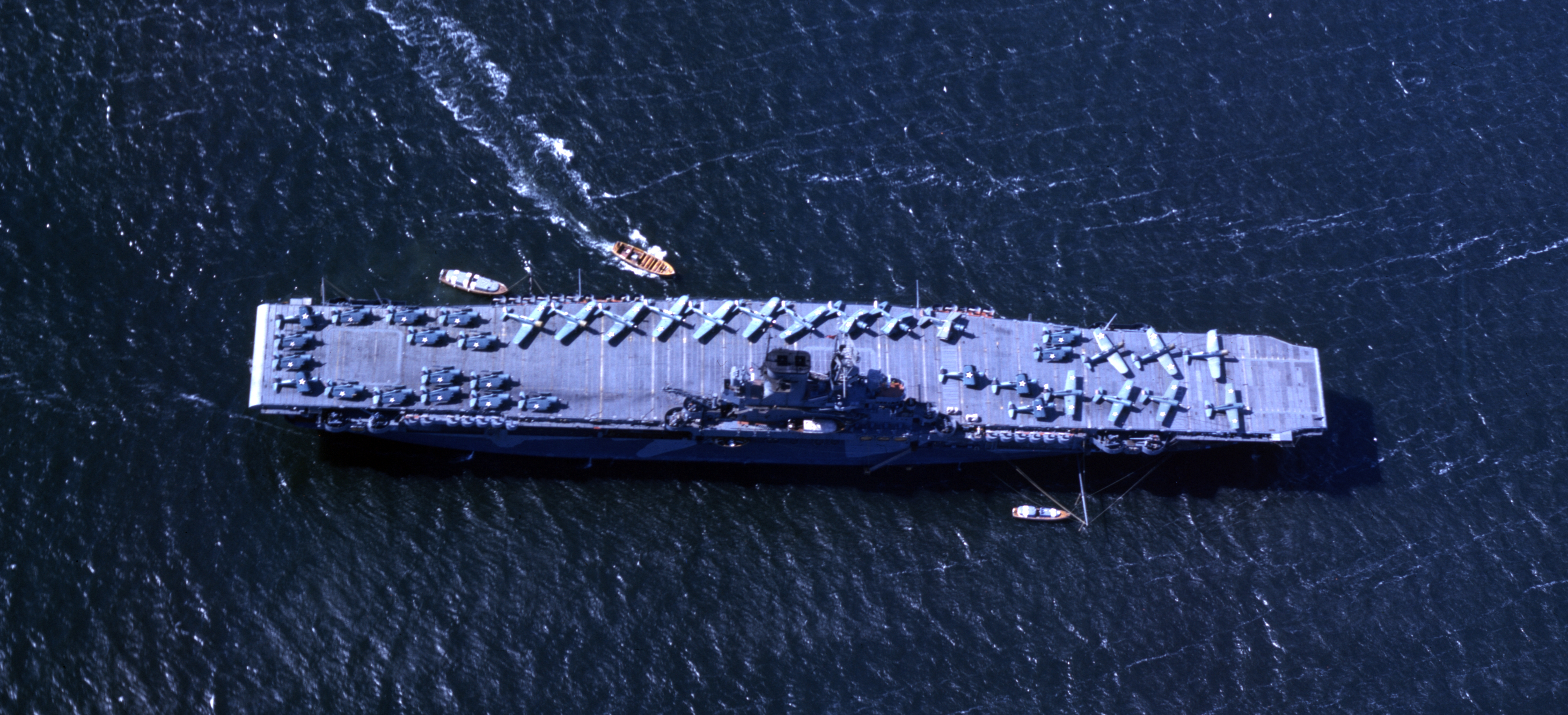
SB2U-3 bombázók az USS Wasp fedélzetén 1942 júniusában

### Az Amerikai Egyesült Államok Haditengerészete
1937 decembere és 1942 szeptembere között négy hajón szolgáltak Vindicatorok, az USS Lexington, az USS Saratoga, az USS Ranger és az USS Wasp repülőgép-hordozón. Az USS Charger segéd hordozón gyakorlatoztak az USS Essexnek szánt Vindicatorok, de mielőtt ez a hajó bekapcsolódott a harcokba, lecserélték SBD Dauntless bombázókra.

### Az Amerikai Egyesült Államok Tengerészgyalogsága
Mindössze két századot láttak el speciálisan kialakított SB2U-3 gépekkel 1941 márciusa és 1943 szeptembere között. 1942 júniusában ezekből néhány gép részt vett a midwayi csatában. A korszerűbb gépeket is ismerő pilóták az SB2U gépeket csak "vibrátornak" vagy "szélmérőnek" nevezték a későbbi bevetések során.

### Francia Haditengerészeti Légierő
Az SB2U–2 típusból kiindulva a V–156–F egyedi francia felszerelést kapott. Röviddel azután, hogy a repülőgép szállítása megkezdődött 1939 júliusában a személyzet kiképzése megkezdődött a Béarn francia repülőgép-hordozó fedélzetén, de a háború kitörésekor az öreg hajót túl lassúnak ítélték harci cselekményekhez. Ennek következtében a V–156–F gépekkel felszerelt egységeket szárazföldi bázisokra telepítették a franciaországi csata kezdetén. Az egyik század súlyos veszteségeket szenvedett, amikor hidakat és német célpontokat támadott Észak-Franciaországban, míg a másik századot az olaszok ellen vetették be. A fegyverszünet megkötésekor már csak néhány példány maradt szolgálatban és a típust kivonták a szolgálatból.

### Brit Királyi Haditengerészet
Franciaország még 1940 márciusában további 50 V–156–F gépet rendelt 1941 márciusi szállítással. A fegyverszünet után a megrendelést átvette a Royal Navy légiereje, mely a repülőgépet átnevezte a Chesapeake névre. Az angolok néhány változtatást kértek, beleértve további benzintankokat, megerősített páncélzatot és erősebb előre tüzelő fegyverzetet: négy géppuskát a francia változat egyetlen Darne géppuskája helyett. A gépeket a HMS Archer kísérő hordozóra telepítették és tengeralattjáró elhárításra kívánták bevetni. 1941 októberében bebizonyosodott, hogy erre a célra a repülőgép alkalmatlan, túlságosan kis teljesítményű hogy a megfelelő terheléssel fel tudjon szállni a kis kísérő hordozókról. Ennek megfelelően visszavonták a gépeket 1941 novemberében és gyakorló gépekként használták a következőkben, a harci egységeknél pedig felváltották a Fairey Swordfish kétfedelű gépekkel.

## Műszaki adatok (SB2U-2)

Vought SB2U-1 Vindicator

- Személyzet: pilóta és lövész

### Méretek
- Hossz: 10,36 m
- Fesztáv: 12,8 m
- Magasság: 3,12 m
- Szárnyfelület: 28 m²

### Tömeg
- Üres tömeg: 2138 kg
- Terheléssel: 2893 kg
- Legnagyobb felszálló tömeg: 3326 kg

### Hajtómű
- 1 x Pratt & Whitney R-1535-96 Twin Wasp Jr csillagmotor kétágú légcsavarral
- Teljesítmény: 835 LE (616 kW)

### Repülési teljesítmények
- Legnagyobb sebesség: 404 km/h
- Hatótáv: 1014 km
- Csúcsmagasság: 8382 m
- Emelkedési sebesség: 6,8 m/s
- Felületi terhelés: 103 kg/m²
- Teljesítmény/tömeg: 0,21 kW/kg

### Fegyverzet
- Géppuskák
  - 1 × előrefelé tüzelő 7,62 mm űrméretű M1919 Browning géppuska a jobb szárnyfélbe mereven beépítve, (12,7 mm űrméretű M2 Browning géppuska az SB2U-3 esetében)
  - 1 × 7,62 mm géppuska mozgathatóan beépítve a faroklövész számára (12,7 mm a SB2U-3 esetében)
- 1 × 454 kg vagy 227 kg bomba